# Mikołaj Kempf
Mikołaj Kempf (ur. ok. 1415 w Strasburgu, zm. 20 października 1497 w Gaming) – niemiecki teolog i mistyk. Był synem bednarza. Od 1433 studiował na Uniwersytecie Wiedeńskim, gdzie 1437 roku uzyskał doktorat z filozofii. Następnie był wykładowcą na wydziale arcium. W 1440 wstąpił do zakonu Kartuzów w Gaming. W latach 1447–1490 był przeorem w Gairach, Gaming i Pleterje.
Autor okołu 30 dzieł z zakresu filozofii, mistyki, dydaktyki i życia zakonnego, w których wykazywał się szeroką erudycją i głęboką religijnością.

## Wybrane dzieła
- Dialogus de recto studiorum fine ac ordine (Dialog o właściwym celu i porządku studiów, 1447)
- De ostensione regni Dei (O ukazaniu królestwa Bożego, 1462-1468)
- De mystica theologia (O teologii mistycznej, ok. 1458-1465)
- Explanatio in cantica canticorum (Komentarz do Pieśni nad Pieśniami, 1458-1468)